# Celeno (filha de Atlas)
Celeno, na mitologia grega, foi uma das plêiades, as filhas de Atlas e Pleione, filha do Oceano.
Quando Pleione estava passeando pela Beócia com suas sete filhas, foi perseguida pelo caçador Órion, por sete anos. Júpiter, com pena delas, apontou um caminho até as estrelas, e elas formaram a causa da constelação do Touro.
As plêiades são: Electra, Maia, Taigete, Alcíone, Celeno, Asterope e Mérope.
Nicteu e Lico foram os filhos de Celeno e Netuno; sua irmã Alcíone também teve um filho, Hirieu, com Netuno.